# Inage, Chiba
Inage (稲毛区 Inage-ku) là một quận thuộc thành phố Chiba, tỉnh Chiba, Nhật Bản. Tính đến ngày 1 tháng 10 năm 2020, dân số ước tính của quận là 160.582 người và mật độ dân số là 7.600 người/km2. Tổng diện tích của quận là 21,22 km2.

## Địa lý

### Đô thị lân cận
- Chiba
  - Yotsukaidō, Chiba
  - Chiba
    - Wakaba
    - Chūō
    - Mihama
    - Hanamigawa